# 御庄川ダム
御庄川ダム（みしょうがわダム）は、山口県岩国市、二級河川・錦川水系御庄川に建設されたダム。高さ21.75メートルの重力式コンクリートダムで、洪水調節を目的とする、山口県営の治水ダムである。ダム湖（人造湖）の名は五瀬ノ湖（ごせのこ）という。

## 歴史

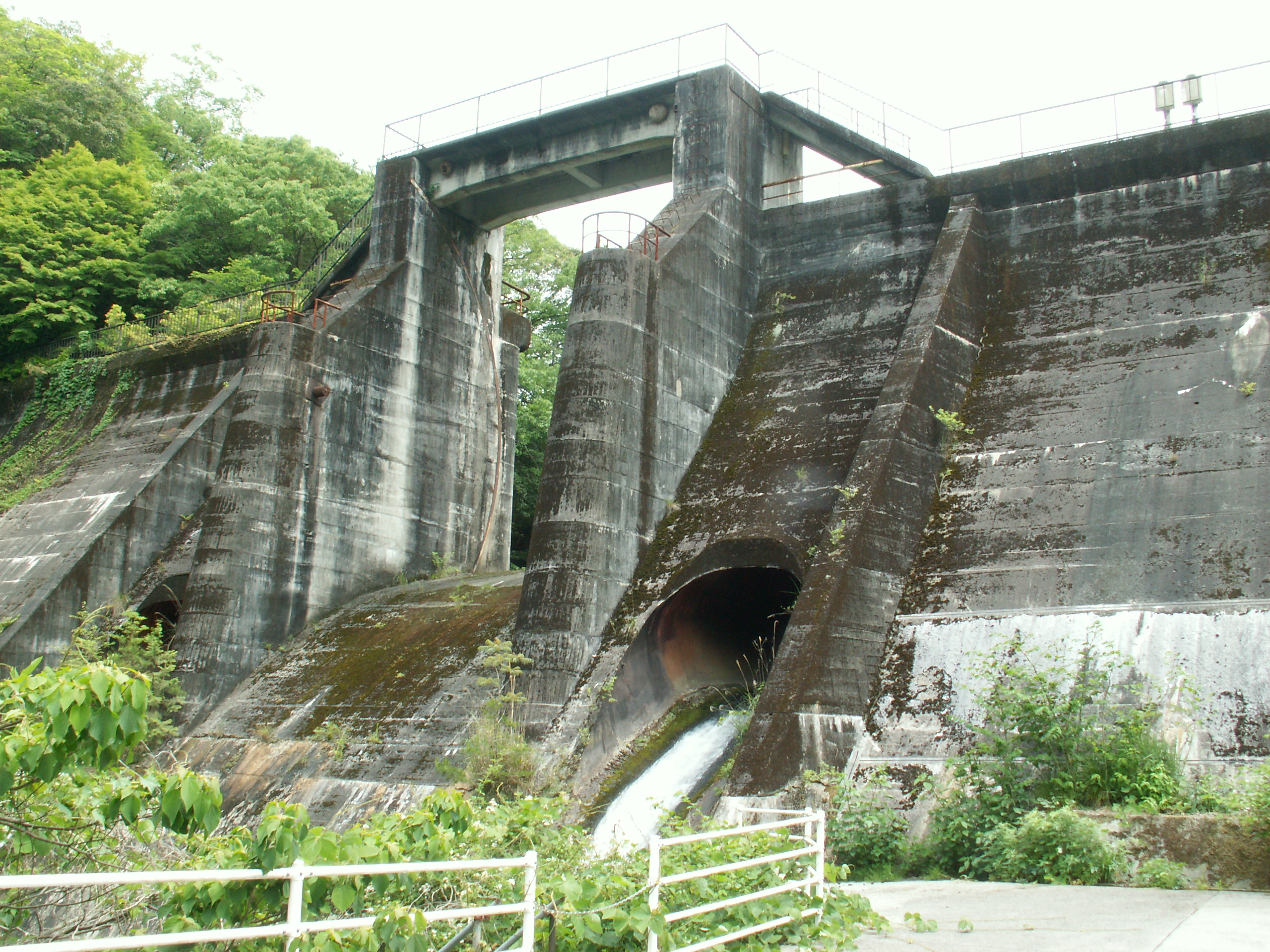
クレストゲート（ラジアルゲート）が撤去された御庄川ダム

1945年（昭和20年）9月17日から18日にかけて山口県東部を通過した枕崎台風は、岩国市および大津郡に集中豪雨をもたらした。山口県下の死者・行方不明者は701人で、被害総額は2億7,733万円。当時の岩国市域だけでも被災者1,969人、死者114人、行方不明者2人、家屋の流失または倒壊173戸、半壊196戸であった。相次ぐ岩国空襲、そして終戦の日からまだ日が浅く、9月5日に進駐軍が岩国に到着したばかり。市民らが不安を抱き、混乱する中での自然災害であった。錦川の支流・御庄川においても未曾有の被害がもたらされ、流路形状の変更および拡幅工事が進められた。
その後、1950年（昭和25年）のキジア台風では錦帯橋が流失。翌1951年（昭和26年）にはルース台風が襲来。10月14日夜、山口県中部を横断し、翌15日朝に山陰地方から北陸地方の沖へと抜けていった。これによる山口県内の被害は県全域に及び、死者281人、行方不明者124人、重軽傷者1,869人、家屋1,256戸が流失、3,707戸が全壊、3万5,990戸が浸水した。被害総額は327億円にも上った。
御庄川ダムは、ルース台風によってもたらされた災害に対する復旧工事の一環として柱野地区に建設。1957年（昭和32年）2月4日「師木野防災ダム起工」〔ママ〕（師木野＝玖珂郡師木野村で、かつて柱野地区があった自治体であったが、1955年に岩国市へと合併した）。工事は1960年（昭和35年）3月31日に完成した。
ダム湖は1960年、一般公募により五瀬ノ湖と名付けられた。この近辺が「五庄野」と呼ばれていたことに由来するといわれている。湖面標高は41メートル（常時満水位）。ダムのすぐ下流には岩国乗馬クラブがある。

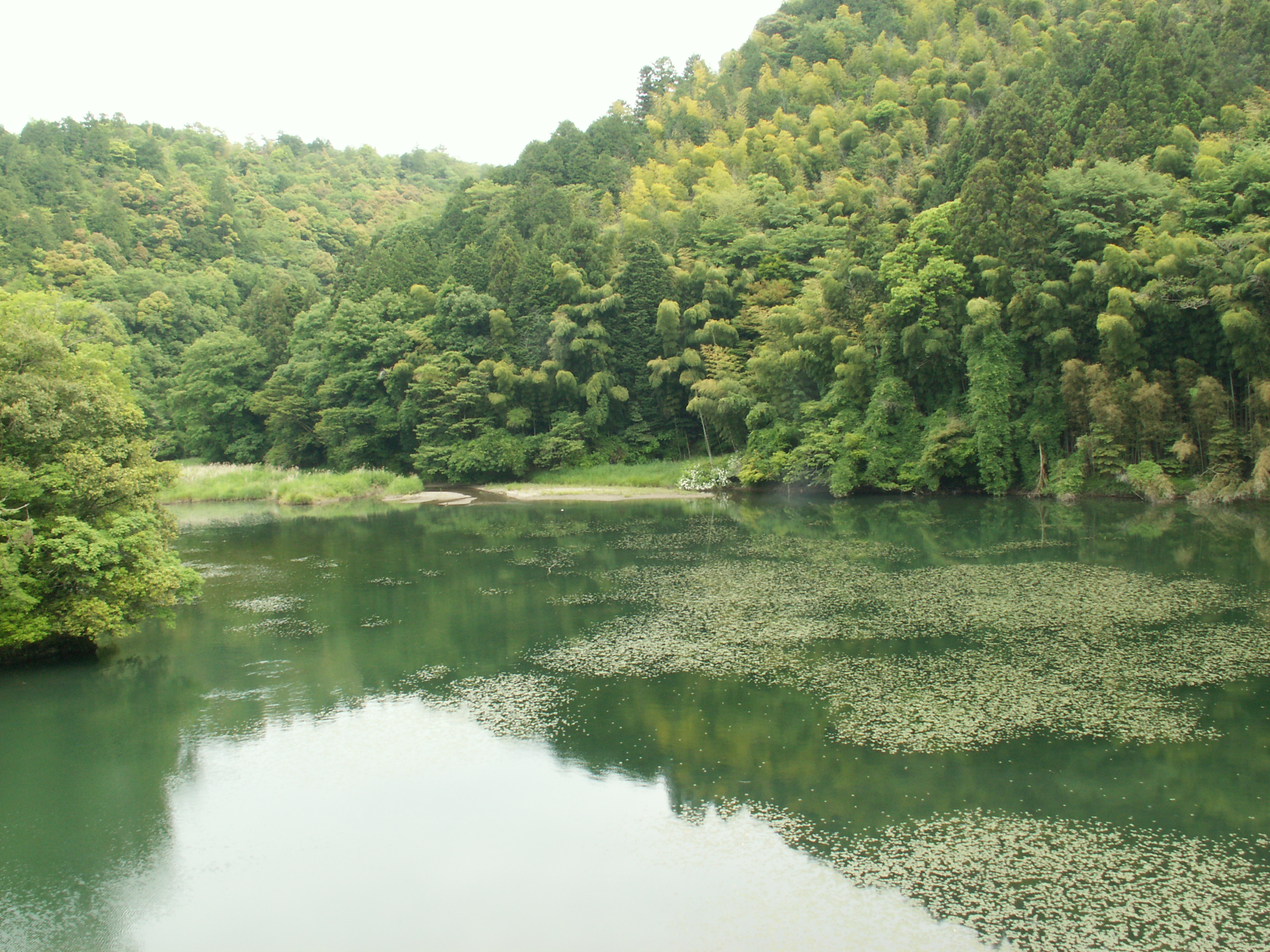
五瀬ノ湖